# Grande Prêmio da Grã-Bretanha de 2008
Resultados do Grande Prêmio da Grã-Bretanha de Fórmula 1 realizado em Silverstone em 6 de julho de 2008. Nona etapa do campeonato, foi vencido pelo britânico Lewis Hamilton, da McLaren-Mercedes, com Nick Heidfeld em segundo pela BMW Sauber e Rubens Barrichello em terceiro pela Honda.

## Resumo
- Primeira e única pole de Heikki Kovalainen pela McLaren.
- Único pódio de Rubens Barrichello pela Honda e também a última corrida que ele pontuou em 2008. O piloto não subia ao pódio há 53 corridas, jejum iniciado no Grande Prêmio dos Estados Unidos de 2005.[4]
- A última vez que um piloto do Reino Unido vencera em casa fora com David Coulthard ao volante da McLaren em 1999 e 2000.[5][6]
- Primeira das nove vitórias de Lewis Hamilton no Grande Prêmio da Grã-Bretanha,[7] sendo que em 2014, 2015, 2016, 2017, 2019, 2020, 2021 e 2024 ele venceu pela Mercedes.

## Classificação da prova

### Treinos classificatórios
| Pos.   | Nº | Piloto               | Equipe              | Q1       | Q2       | Q3       | Grid |
| ------ | -- | -------------------- | ------------------- | -------- | -------- | -------- | ---- |
| 1      | 23 | Heikki Kovalainen    | McLaren-Mercedes    | 1:19.957 | 1:19.597 | 1:21.049 | 1    |
| 2      | 10 | Mark Webber          | Red Bull-Renault    | 1:20.982 | 1:19.710 | 1:21.554 | 2    |
| 3      | 1  | Kimi Räikkönen       | Ferrari             | 1:20.370 | 1:19.971 | 1:21.706 | 3    |
| 4      | 22 | Lewis Hamilton       | McLaren-Mercedes    | 1:20.288 | 1:19.537 | 1:21.835 | 4    |
| 5      | 3  | Nick Heidfeld        | BMW Sauber          | 1:21.022 | 1:19.802 | 1:21.873 | 5    |
| 6      | 5  | Fernando Alonso      | Renault             | 1:20.998 | 1:19.992 | 1:22.029 | 6    |
| 7      | 6  | Nelson Piquet Jr.    | Renault             | 1:20.818 | 1:20.115 | 1:22.491 | 7    |
| 8      | 15 | Sebastian Vettel     | Toro Rosso-Ferrari  | 1:20.318 | 1:20.109 | 1:23.251 | 8    |
| 9      | 2  | Felipe Massa         | Ferrari             | 1:20.676 | 1:20.086 | 1:23.305 | 9    |
| 10     | 4  | Robert Kubica        | BMW Sauber          | 1:20.444 | 1:19.788 | no time  | 10   |
| 11     | 9  | David Coulthard      | Red Bull-Renault    | 1:21.224 | 1:20.174 |          | 11   |
| 12     | 12 | Timo Glock           | Toyota              | 1:20.893 | 1:20.274 |          | 12   |
| 13     | 14 | Sébastien Bourdais   | Toro Rosso-Ferrari  | 1:20.584 | 1:20.531 |          | 13   |
| 14     | 11 | Jarno Trulli         | Toyota              | 1:21.145 | 1:20.601 |          | 14   |
| 15     | 8  | Kazuki Nakajima      | Williams-Toyota     | 1:21.407 | 1:21.112 |          | 15   |
| 16     | 17 | Rubens Barrichello   | Honda               | 1:21.512 |          |          | 16   |
| 17     | 16 | Jenson Button        | Honda               | 1:21.631 |          |          | 17   |
| 18     | 7  | Nico Rosberg         | Williams-Toyota     | 1:21.668 |          |          | PL   |
| 19     | 20 | Adrian Sutil         | Force India-Ferrari | 1:21.786 |          |          | 18   |
| 20     | 21 | Giancarlo Fisichella | Force India-Ferrari | 1:21.885 |          |          | 19   |
| Fonte: |    |                      |                     |          |          |          |      |

### Corrida
| Pos.   | Nº | Piloto               | Construtor          | Voltas | Tempo/Diferença | Grid | Pontos |
| ------ | -- | -------------------- | ------------------- | ------ | --------------- | ---- | ------ |
| 1      | 22 | Lewis Hamilton       | McLaren-Mercedes    | 60     | 1:39:09.440     | 4    | 10     |
| 2      | 3  | Nick Heidfeld        | BMW Sauber          | 60     | + 1:08.577      | 5    | 8      |
| 3      | 17 | Rubens Barrichello   | Honda               | 60     | + 1:22.273      | 16   | 6      |
| 4      | 1  | Kimi Räikkönen       | Ferrari             | 59     | + 1 volta       | 3    | 5      |
| 5      | 23 | Heikki Kovalainen    | McLaren-Mercedes    | 59     | + 1 volta       | 1    | 4      |
| 6      | 5  | Fernando Alonso      | Renault             | 59     | + 1 volta       | 6    | 3      |
| 7      | 11 | Jarno Trulli         | Toyota              | 59     | + 1 volta       | 14   | 2      |
| 8      | 8  | Kazuki Nakajima      | Williams-Toyota     | 59     | + 1 volta       | 15   | 1      |
| 9      | 7  | Nico Rosberg         | Williams-Toyota     | 59     | + 1 volta       | PL   |        |
| 10     | 10 | Mark Webber          | Red Bull-Renault    | 59     | + 1 volta       | 2    |        |
| 11     | 14 | Sébastien Bourdais   | Toro Rosso-Ferrari  | 59     | + 1 volta       | 13   |        |
| 12     | 12 | Timo Glock           | Toyota              | 59     | + 1 volta       | 12   |        |
| 13     | 2  | Felipe Massa         | Ferrari             | 58     | + 2 voltas      | 9    |        |
| Ret    | 4  | Robert Kubica        | BMW Sauber          | 39     | Rodou           | 10   |        |
| Ret    | 16 | Jenson Button        | Honda               | 38     | Rodou           | 17   |        |
| Ret    | 6  | Nelson Piquet Jr.    | Renault             | 35     | Rodou           | 7    |        |
| Ret    | 21 | Giancarlo Fisichella | Force India-Ferrari | 26     | Rodou           | 19   |        |
| Ret    | 20 | Adrian Sutil         | Force India-Ferrari | 10     | Rodou           | 18   |        |
| Ret    | 15 | Sebastian Vettel     | Toro Rosso-Ferrari  | 0      | Colisão         | 8    |        |
| Ret    | 9  | David Coulthard      | Red Bull-Renault    | 0      | Colisão         | 11   |        |
| Fonte: |    |                      |                     |        |                 |      |        |

## Tabela do campeonato após a corrida
| Pos.   | Piloto         | Pontos |
| ------ | -------------- | ------ |
| 1      | Lewis Hamilton | 48     |
| 2      | Felipe Massa   | 48     |
| 3      | Kimi Räikkönen | 48     |
| 4      | Robert Kubica  | 46     |
| 5      | Nick Heidfeld  | 36     |
| Fonte: |                |        |

| Pos.   | Construtor       | Pontos |
| ------ | ---------------- | ------ |
| 1      | Ferrari          | 96     |
| 2      | BMW Sauber       | 82     |
| 3      | McLaren–Mercedes | 72     |
| 4      | Toyota           | 25     |
| 5      | Red Bull-Renault | 24     |
| Fonte: |                  |        |

- Nota: Somente as primeiras cinco posições estão listadas.